# バスケットボールTV
『バスケットボールTV』（バスケットボールティービー）は、フジテレビNEXTで随時放送されているバスケットボール専門のテレビ番組。
同番組は、国際バスケットボール連盟（FIBA）が主催する各種国際大会を初め、アメリカ合衆国の4大国技の一つ・NBA、および日本バスケットボール協会の各種公式戦のハイライトや、注目選手のインタビューなどを中心に、バスケットボールを巡る最近の話題を取り上げる。

## 出演
- 青嶋達也
- 三井智映子
- 青柳愛
- その他専門家数名